# رالا (کانزاس)
رالا (به انگلیسی: Rolla) شهری در ایالت کانزاس کشور ایالات متحده آمریکا است که جمعیت آن در سرشماری سال ۲۰۱۰ میلادی، ۴۴۲ نفر بوده‌است.